# ملكة السماء
ملكة السماء لقبًا أُطلق على الكثير من آلهة السماء التي عُبدت في جميع أنحاء حوض البحر الأبيض المتوسط القديم والشرق الأدنى القديم . ومن بين الآلهة المعروفة التي كان يُشار إليها بهذا القب: إنانا ، وعنات ، وإيزيس ، ونوت ، وعشتروت ، وربما عشيرة (حسب النبي إرميا ). وفي العصر اليوناني الروماني، حملت هيرا وجونو هذا اللقب. وتعددت أشكال ومحتوى العبادات.

## إنانا

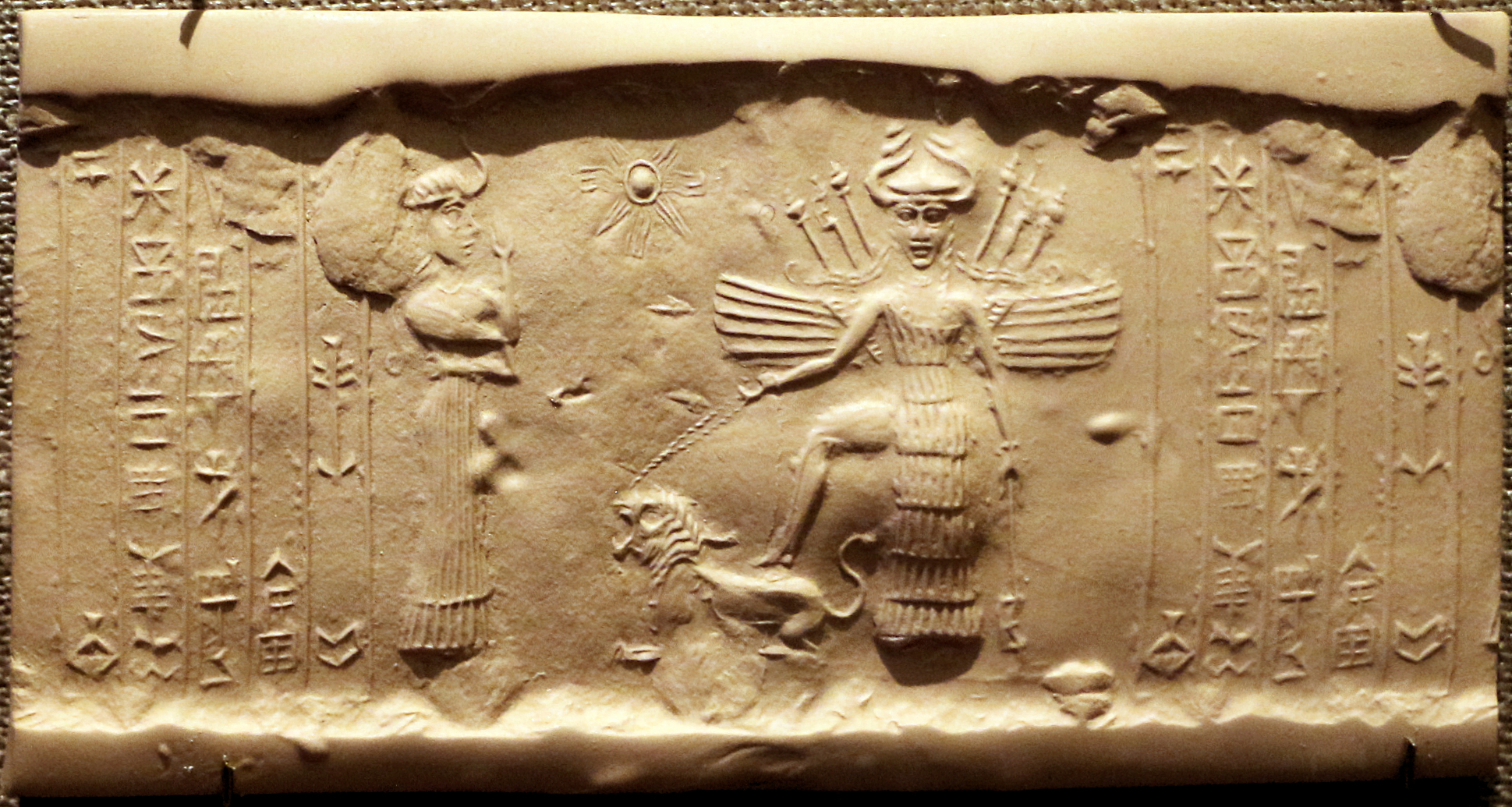
ختم أسطواني أكدي يصور الإلهة إنانا تدوس أسد بينما تقف نينشوبور أمامها وهي تؤدي طقوسها، حوالي 2334-2154 ق.م

إنانا هي إلهة الحب والحرب السومرية. وعلى الرغم من ارتباطها بالتزاوج والخصوبة لدى البشر والحيوانات، إلا أنها لم تكن إلهة أم ونادرًا ما ترتبط بالولادة. ارتبطت إنانا أيضًا بالمطر والعواصف وكوكب الزهرة . يشير لوح فينوس لأمي صدوقا ، والذي يُعتقد أنه تم تجميعه في منتصف القرن السابع عشر ق.م،  إلى كوكب الزهرة بلقب "ملكة السماء الساطعة".
على الرغم من أن لقب ملكة السماء كان يُطلق غالبًا على العديد من الآلهة المختلفة طوال العصور القديمة، إلا أن إنانا هي التي يُطلق عليها اللقب أكبر عدد من المرات. وفي الواقع، اسم إنانا مشتق بشكل عام من الكلمتين نين التي تعني "سيدة" و نا التي تعني "سماء" و حرفيًا "ملكة السماء" في السومرية القديمة 
تذكر إنانا بأنها ابنة نانا إله القمر السومري في العديد من الأساطير. ومع ذلك، في نصوص أخرى، غالبًا ما توصف بأنها ابنة إنكي أو آن . وقد دفعت هذه الصعوبات بعض علماء الآشوريات الأوائل إلى اقتراح أن إنانا ربما كانت في الأصل إلهة من الفترة ما قبل السومرية المسمى فراتية أولية ، وربما كانت مرتبطة بإلهة الأم الحورية خاناخانا ، والتي أُدرجت في وقت لاحق في مجمع الآلهة السومري، وهي فكرة دعمتها شباب إنانا، وأنها على عكس من الآلهة السومرية الأخرى، لم يكن لها أي مجال من المسؤوليات في البداية .
تظهر إنانا في سومر باعتبارها "ملكة السماء" في الألفية الثالثة قبل الميلاد. وفي أكد إلى الشمال، تم عبادتها لاحقًا باسم عشتار . في قصة نزول إنانا السومرية ، عندما تم تحدي إنانا عند البوابات الخارجية للعالم السفلي، أجابت:
أنا إنانا، ملكة السماء،
في طريقي إلى الشرق
كانت عبادة إنانا راسخة في بلاد ما بين النهرين وبين الكنعانيين في الغرب. يصف بروس تحول كوكب الزهرة من إله ذكر إلى عشتار، وهي إلهة أنثى عند الأكديين و يربط عشتار ، تموز ، إنيني، ما (كبادوكيا)، مامي ، دينجير-ماه، سيبيل ، أجديستيس ، بيسينونتيكا والأم الإيديية بعبادة الإلهة الأم الكبرى.

## عشتروت

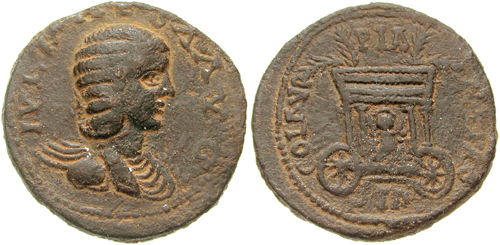
عشتروت تركب عربة بها أربعة أغصان تبرز من السقف، على ظهر عملة جوليا ميزا من صيدا

من المحتمل أن الإلهة، ملكة السماء، التي عارض إرميا عبادتها بشدة، كانت عشتاروت . عشتار هو اسم إلهة معروفة من المناطق السامية الشمالية الغربية، وعشتاروت قريبة في الاسم والأصل والوظائف من الإلهة عشتار في النصوص الرافدينية . النقحرة الآخرة هي "عشتارت" ؛ وتشمل الأسماء الأخرى للإلهة فيالعبرية عشترت، والأوغاريتية "عثترت" (أيضًا "عاثترت)، والأكدية " داس-تار-تو D As-tar-tú" (أي"استارتو ") واالإترورية "أوني- استره Uni-Astre" ( ألواح بيرجي ).
ارتبطت عشتروت بالخصوبة والجنس والحرب . كانت رموزها هي الأسد ، الحصان ، أبو الهول ، الحمامة ، ونجمة داخل دائرة تشير إلى كوكب الزهرة . في كثير من الأحيان تظهرها التمثيلات التصويرية عارية. دخلت عشتروت عند اليونانيين تحت اسم أفروديت . كانت جزيرة قبرص ، واحدة من أهم مراكز ديانة عشتروت.

## في الكتاب المقدس العبري
ورد ذكر "ملكة السماء" في العهد القديم و جرى ربطها بإلهات مختلفة من قبل باحثين مختلفين، بما فيهن: عنات، عشتار أو عشيرة، أو عشتروت، أو كشخصية مركبة. عبادة "ملكة السماء" (بالعبرية: מלכת השמים‏) ( ملكت هشميم ) ترد في سفر إرميا ، في سياق إدانة النبي لمثل هذه العبادة الدينية وكونها سببًا لإعلان الرب أنه سيزيل شعبه من الأرض.
في إرميا 44: 15-18:
في مصر في القرنين السادس والسابع ق.م كان هناك معبد ليهوه، وكان مركز عبادات المجتمع اليهودي في جزيرة إلفنتين حيث كان يُعبد يهوه بالاشتراك مع الإلهة عناة (التي سميت في برديات المعبد هناك باسم عناة بيت إيل وعناة ياهو).

## إيزيس

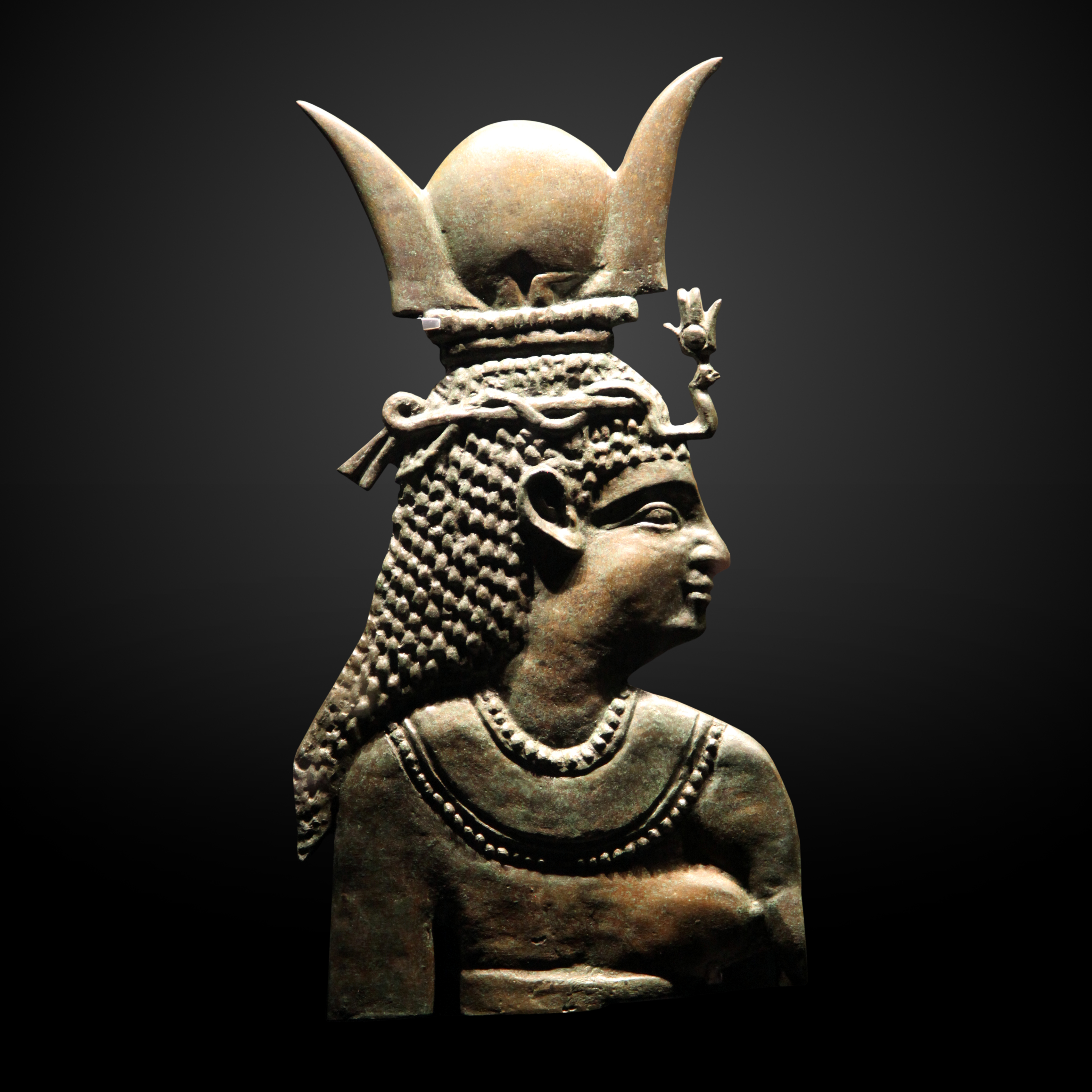
نقش برونزي لإيزيس وهي ترتدي تاجًا شمسيًا (القرن الثاني ق.م)

عُبدت إيزيس أولًا في مصر. ووفقًا للمؤرخ اليوناني هيرودوت ، الذي كتب في القرن الخامس ق.م، كانت إيزيس الإلهة الوحيدة التي يعبدها جميع المصريين على حد سواء،  وكان تأثيرها واسع النطاق في تلك المرحلة، حتى أنها أصبحت متوافقة مع الإلهة اليونانية ديميتر . وبعد غزو مصر على يد الإسكندر الأكبر ، وبدء بطليموس الأول في إدخال الثقافة المصرية في الحضارة الهيلينية ، أصبحت تُعرف في النهاية باسم "ملكة السماء". ويؤكد أبوليوس ذلك في روايته "الحمار الذهبي "، حيث تصلي شخصيته إلى "ملكة السماء". وتستجيب الإلهة بنفسها لصلاته، وتقدم مونولوجًا مطولًا تحدد فيه نفسها صراحةً على أنها ملكة السماء وإيزيس.